# Латинский язык в Африке
Лати́нский язы́к в А́фрике или А́фриканская латы́нь — вымерший романский язык, на котором говорили в римской провинции Африка афро-римляне во времена поздней Римской и ранней Ромейской империях, а также в течение несколько столетий после аннексии региона Омейядским халифатом в 696 году нашей эры. Африканская латынь плохо засвидетельствована, поскольку это был в основном разговорный народный язык, sermo rusticus. Однако нет никаких сомнений в том, что к началу III века нашей эры в Африке полностью утвердилась некоторая местная провинциальная разновидность латыни.
Основным очагом распространения латыни стала территория современного Туниса, где народная латынь со временем развилась в некий романский идиом, который не оставил после себя письменных памятников, так как для записи текстов продолжал использоваться классический латинский язык. Тем не менее, арабский историограф Аль-Идриси во время своего путешествия в оазис Гафса в XII веке записал, что население города говорило на аль-латини аль-африки (букв. на африканской латыни). Появившийся в эпоху римских завоеваний и развившийся под ромейским владычеством, сохранялся вместе с остатками романоязычного населения и продержался в различных местах вдоль североафриканского побережья и непосредственно на побережье до XII века, имеются доказательства того, что язык, возможно, сохранялся до XIV века, а возможно, даже и до XV века или ещё того позже в некоторых внутренних районах. Он существовал, наряду с другими языками региона, такими как берберский, впоследствии этот язык был подавлен и вытеснен арабским после мусульманского завоевания Магриба.

## Предыстория
Римская провинция Африка была организована в 146 году до нашей эры после поражения Карфагена в Третьей Пунической войне. Город Карфаген, разрушенный после войны, был восстановлен во время диктатуры Юлия Цезаря как римская колония и к I веку он вырос до четвёртого по величине города империи с населением свыше 100 000 человек. Fossa Regia была важной границей в Северной Африке, первоначально отделявшей оккупированную римлянами территорию Карфагена от Нумидии, и, возможно, служила культурной границей, указывающей на романизацию.
Во времена Римской империи провинция стала густонаселенной и процветающей, а Карфаген был вторым по величине латиноязычным городом в империи. Латынь, однако, была распространена в основном в городах и прибрежных районах. На пуническом языке продолжали говорить во внутренних и сельских районах ещё в середине V-го века, но также и в городах. Вполне вероятно, что берберские языки были распространены и в некоторых областях.
Погребальные стелы повествуют о романизации искусства и религии в Северной Африке. Заметные различия, однако, существовали в проникновении и выживании латинского, пунического и берберского языков. Это указывало на региональные различия: нео-пунический язык возродился в Триполитании, вокруг Гиппона имеется большое скопление ливийских надписей, в то время как в горных районах Кабилии и Оресе латынь была более редкой, хотя и не отсутствовала.
Африка была оккупирована германским племенем вандалов более века, между 429 и 534 годами нашей эры, когда провинция была отвоевана римским императором Юстинианом I. Изменения, которые произошли в разговорной латыни за это время, неизвестны. Литературная латынь, однако, поддерживалась на высоком уровне, как видно из латинской поэзии африканского писателя Кориппа. Территория вокруг Карфагена оставалась полностью латиноязычной вплоть до прихода арабов.

## История

### Происхождение и развитие
После захвата Карфагена Римом во II в. до н. э., территории Туниса и Ливии были превращене в римскую провинцию Африка, тесно сообщавшуюся с Италией. Как и в других римских провинциях, здесь появились колонии ветеранов. Однако незащищённость южной границы провинции способствовала постоянному притоку в провинцию слабороманизованного населения из Сахары и Атласа. Со временем латынь стала более широко употребляться среди части горожан прибрежной зоны, однако ими также использовался и древнегреческий язык. В этот период в ряды знаменитых латинских писателей-уроженцев Африки вошли Тертуллиан, Арнобий, Апулей. Но они были скорее исключениями, так как самым распространённым языком домашнего обихода по-прежнему оставался пунический язык (потомок финикийского языка), а в сельской местности, в западных регионах и в горах сохранялись берберские языки.
Как и все романские языки, африканская латынь произошла от вульгарной латыни, нестандартной (в отличие от классической латыни) формы латинского языка, на котором говорили солдаты и купцы по всей Римской империи. С расширением империи жители различных контролируемых римлянами территорий в Северной Африке стали говорить на вульгарной латыни. На латыни стали говорить в провинции Африка после Пунических войн, когда римляне завоевали эту территорию. Разговорная латынь и латинские надписи появились, когда ещё использовался пунический язык. Были выгравированы двуязычные надписи, некоторые из которых отражают введение римских институтов в Африку, используя новые пунические выражения.
На латыни, а затем и на каком-то её романском варианте говорили поколения на протяжении примерно пятнадцати столетий. Это было продемонстрировано носителями африканской латыни, они продолжали создавать латинские надписи до первой половины XI века. Свидетельства о разговорной романской разновидности, которая развивалась локально из латыни, сохранились в сельских районах Туниса, возможно, даже в последние два десятилетия XV века, как указано в некоторых источниках.
К концу XIX-го и началу XX-го века возможное существование африканской латыни было спорным с дискуссиями о существовании Africitas как предполагаемого африканского диалекта латыни. В 1882 году немецкий учёный Карл Ситтл использовал неубедительный материал, чтобы привести особенности, характерные для латыни в Африке. Это неубедительное доказательство было подвергнуто нападкам Вильгельма Кролля в 1897 году и снова Мадленом Д. Броком в 1911 году. Брок зашёл так далеко, что утверждал, что «африканская латынь была свободна от провинциализма» и что африканская латынь была «латынью эпохи, а не страны». Эта точка зрения изменилась в последние десятилетия, когда современные филологи после глубоких исследований заявили, что африканская латынь «не была свободна от провинциализма» и что, учитывая удалённость частей Африки, существовало «вероятно, множество разновидностей латыни, а не одна африканская латынь». Другие исследователи полагают, что черты, характерные для африканской латыни, существовали, но «не были найдены там, где их искал Ситтл».
В то время как африканская латынь вымерла, есть некоторые свидетельства региональных разновидностей данного языка, которые помогают реконструировать некоторые её особенности. Некоторые исторические свидетельства о фонетических и лексических особенностях афри наблюдались уже в древности. Плиний замечает, что стены в Африке и Испании называются formacei, или «обрамленные стены, потому что они сделаны путём вставления в раму, заключенную между двумя досками, по одной с каждой стороны». Римский грамматик Ноний Марцелл приводит дополнительные, хотя и не вполне достоверные, данные относительно лексики и возможных «африканизмов». В «Истории Августов» говорится, что североафриканский римский император Септимий Север до глубокой старости сохранял африканский акцент. Более поздний анализ фокусируется на совокупности художественных текстов, это литературные произведения, написанные африканскими и неафриканскими писателями. Они показывают существование африканского произношения латыни, а затем переходят к дальнейшему изучению лексического материала, взятого из сублитературных источников, таких как практические тексты и остракизмы, из нескольких африканских общин, то есть военных писателей, землевладельцев и врачей.
Адамс перечисляет ряд возможных африканизмов, найденных в этом более широком латинском литературном корпусе. Только два относятся к конструкциям, найденным Ситтлом, с другими примерами, полученными из медицинских текстов, различных остракистов и других нетрадиционных источников. Можно наблюдать два вида региональных особенностей. Первые — заимствованные слова из субстратного языка, как в случае с Британией. В африканской латыни этот субстрат был пуническим. Африканская латынь включала такие слова, как ginga — «белена», boba — «мальва», girba — «ступка» и gelela — «внутренняя мякоть тыквы». Второе относится к использованию латинских слов с особыми значениями, не встречающимися в других местах или в ограниченных контекстах. Особо следует отметить африканское латинское использование слова rostrum — «рот» вместо первоначального значения на латыни, которое является beak, и baiae — «ванна», являющегося поздним латинским и особенно африканским обобщением топонима baiae. Pullus — «петух», вероятно, было заимствовано берберскими диалектами из африканской латыни для использования вместо латинского gallus. Первоначально абстрактное слово dulcor рассматривается как вероятная медицинская африканская специализация, относящаяся к сладкому вину, а не к латинскому passum или mustum. Латинское название винограда, традиционно неопределенное (acinis), мужской род (acinus) или средний род (acinum), в различных вариантах африканской латыни это слово в источниках изменяется на женский род acina. Другие примеры включают использование pala в качестве метафоры для лопатки; centenarium, который встречается только в табличках Альбертини и, возможно, слово означало «зернохранилище»; и инфантилизмы, такие как dida.
Как афро-римляне, такие как Аврелий Августин и грамматик Помпей, так и другие римляне, такие как Консенций и Иероним, писали об африканских особенностях языка, некоторые в очень специфических терминах. Действительно, в своём De Ordine, датированном концом 386 года, Августин замечает, что его всё ещё «критиковали итальянцы» за его произношение, в то время как сам он часто находил ошибки в их произношении. В то время как современные учёные могут выражать сомнения в интерпретации или точности некоторых из этих записей, они утверждают, что африканская латынь, должно быть, была достаточно своеобразной, чтобы вызвать столько дискуссий.

### Вымирание
После арабского завоевания в 696—705 годах нашей эры трудно проследить судьбу африканской латыни, хотя вскоре она была заменена арабским в качестве основного языка делопроизводства. Неизвестно, когда африканская латынь перестала употребляться в Северной Африке, но вполне вероятно, что она продолжала быть широко распространённой в различных частях побережья Северной Африки вплоть до XII века.
Во время мусульманского завоевания, в городах, вероятно, говорили на местной латыни, а также на берберских языках. Заимствованные слова из северо-западной африканской латыни в берберский засвидетельствованы и обычно находятся в винительной форме: примеры включают atmun (плуг-луч) от temonem. Неясно, как долго на латыни продолжали говорить, но её влияние на северо-западный африканский арабский язык (особенно на язык северо-западного Марокко) указывает на то, что она, должно быть, имела значительное присутствие в первые годы после арабского завоевания. О довольно массовой эмиграции остатков романоязычных христиан (в основном горожан и священников) из Африки в Европу после падения византийского Карфагена под натиском арабов в 698 году свидетельствует ряд писем той эпохи, например от римского папы Григория II (715—731) Св. Бонифацию. Эмиграция христианских священников из Африки была особенно массовой вплоть до VIII века включительно и доходила даже до Германии.
Разговорная латынь или романтика была засвидетельствована в Габесе по сообщениям Ибн Хордадбехом, в Беджи, Бискре, Тлемсене и Ниффисе по сообщениям аль-Бакри, в Гафсе и Монастире по сообщениям аль-Идриси. Последний описывает, как люди в Гафсе «берберизированы, и большинство из них говорят на африканской латыни», он также сообщил о сохранении традиции римских терм в Таузере (ولها في وسطها العين المسماة بالطرميد.).
В своём стремлении приобрести своё африканское королевство в XII веке норманны получили помощь от оставшегося христианского населения Туниса, и некоторые лингвисты, такие как Вермондо Бруннателли, утверждают, что эти христиане говорили на местной латыни в течение многих веков. Этот язык существовал до прихода арабской конфедерации племён Бану Хилал в XI веке и, вероятно, язык дожил до начала XIV века. Кроме того, современные учёные установили, что среди берберов Африки африканская латынь была связана с христианством, которое сохранилось в Северной Африке до XIV века или даже до XV века или того позже, хотя оно не было в общении с римским престолом.
Окончательные свидетельства об африканской латыни относятся к периоду эпохи Возрождения. Итальянский гуманист XV века Паоло Помпилио cделал наиболее важные замечания об этом языке и его особенностях, сообщая, что каталонский торговец по имени Риария, проживший в Северной Африке тридцать лет, рассказал ему, что жители деревень в горном регионе Орес «говорят на почти нетронутой латыни, когда латинские слова искажаются, они приобретают звучание и особенности сардинского языка». Географ и дипломат XVI века Лев Африканский также сообщал, что североафриканцы сохранили свой собственный язык после исламского завоевания, который он называет «итальянским», что и было той самой африканской латынью.
Согласно свидетельству Мауля Ахмада, африканская латынь, вероятно, сохранялась в Таузаре (к югу от Гафсы, Тунис) до начала XVIII века. Действительно, в 1709 году Ахмад писал, что «жители Таузера это остатки христиан, которые когда-то жили в Ифрикии, до арабского завоевания». Это было последнее упоминание об этом языке, больше в источниках он не упоминается.
О былом распространении латыни в Африке ныне указывают лишь некоторые топонимы (например, метка Ад-Децим в 16 километрах к югу от Карфагена) и некоторые латинские заимствования в берберских языках.

## Родственные языки

### Сардинский язык
| Отрывок из сардинского текста sa Vitta et sa Morte, et Passione de sanctu Gavinu, Prothu et Januariu (A. Cano, ~1400) |
| --- |
| O Deus eternu, sempre omnipotente, In s’aiudu meu ti piacat attender, Et dami gratia de poder acabare Su sanctu martiriu, in rima vulgare, 5. De sos sanctos martires tantu gloriosos Et cavaleris de Cristus victoriosos, Sanctu Gavinu, Prothu e Januariu, Contra su demoniu, nostru adversariu, Fortes defensores et bonos advocados, 10. Qui in su Paradisu sunt glorificados De sa corona de sanctu martiriu. Cussos sempre siant in nostru adiutoriu. Amen. |

Разговорная разновидность африканской латыни, записанная Паоло Помпилио, воспринималась как сходная с сардинским языком — подтверждая гипотезы о существовании параллелизмов между развитием латыни в Африке и на Сардинии. Некоторые лингвисты, например филолог Генрих Лаусберг, предлагали классифицировать сардинский язык как единственный живой представитель южной группы романских языков, которая когда-то также включала африканская латынь, а также корсиканский язык.
Аврелий Августин пишет, что «африканские уши не имеют быстрого восприятия краткости или длины [латинских] гласных». Это также описывает эволюцию гласных в сардинском языке. В сардинском языке всего пять гласных и нет дифтонгов: в отличие от некоторых других сохранившихся романских языков, пять длинных и коротких пар гласных классической латыни (a/ā, e/ē, i/ī, o/ō, u/ū) слились в пять одиночных гласных без различия длины (a, e, i, o, u). У итальянцев и румын их семь, а у португальцев и каталонцев восемь.
Адамс теоретизирует, что сходство в некоторых словах, к примеру слово spanu в сардинском и spanus в африканской латыни (светло-красный), может свидетельствовать о том, что некоторая лексика была общей между Сардинией и Африкой. Другая теория предполагает, что сардинское слово «пятница», cenapura или chenapura, возможно, было привезено на Сардинию из Африки евреями из Северной Африки.
Мухаммад аль-Идриси также говорит о коренных жителях острова: "сардинцы этнически это афро-римляне, что живут как берберы, они избегают любой другой нации Рума; эти люди храбры и доблестны, они никогда не расстаются со своим оружием».

### Другие языки
Теоретизируется также некоторое влияние африканской латыни на арабский язык, на котором говорят в Магрибе. Например, в названиях календарных месяцев слово furar «февраль» встречается только в Магрибе и в мальтийском языке — доказательство древнего происхождения этого слова. Этот регион также имеет форму другого латинского названия месяца в awi/ussu < augustus. Это слово, по-видимому, не является заимствованным словом через арабский язык и, возможно, было заимствовано непосредственно из поздней латыни или африканского романса. Учёные считают, что латинская система обеспечила такие формы, как awi/ussu и furar, а затем система опосредовала латинские/романские названия через арабский язык для некоторых названий месяцев в исламский период. Та же ситуация существует и для мальтийского языка, который опосредовал слова из итальянского, и сохраняет как неитальянские формы, такие как awissu/awwissu и frar, так и итальянские формы, такие как april.
Некоторые учёные предполагают, что многие из североафриканских завоевателей Испании в раннем средневековье говорили на той или иной форме африканской латыни, причем «фонетические, морфосинтаксические, лексические и семантические данные» африканской латыни, по-видимому, внесли свой вклад в развитие иберо-романских языков.
Брюгнателли указывает на некоторые берберские слова, относящиеся к религиозным темам, как на исконные слова из латыни: например, в гхадамесском языке слово «äng’alus» (ⴰⵏⵖⴰⵍⵓⵙ, أنغلس) относится к духовной сущности, явно слово перенято из латинского angelus «ангел».

## Характеристика
Отталкиваясь от сходства африканской латыни с сардинским языком, учёные предполагают, что это сходство может быть связано с определёнными фонологическими свойствами. В сардинском языке отсутствует палатализация велярных смычных перед передними гласными и характерно попарное слияние коротких и длинных не низких гласных. Найдены доказательства того, что обе изоглоссы присутствовали в африканской латыни:
- Велярные смычные остаются незатронутыми в латинских заимствованиях берберского языка[2]. Например, tkilsit «тутовое дерево» < (morus) celsa по-латински[65], и i-kīkər «нут» < cicer по-латински[66], или ig(e)r, «поле» ager по-латински[67].
- Надписи из Триполитании, написанные ещё в X-м или XI-м веке, написаны с <k>, расходясь с современными европейскими латинскими употреблениями[68]. Таким образом, существует несколько форм, таких как dikite и iaket, с <k> например, dilektus «любимый» и karus «дорогие», нашли в с надписями корпус[69].
- Некоторые свидетельства того, что латинские слова с (v) часто пишутся с (b) в африканской латыни, как сообщает Исидор Севильский: birtus «добродетель» < virtus на латыни, boluntas «воля» < voluntas и bita «жизнь» < vita[J].
- Таблички Альбертини предполагают высокий уровень фонетических ошибок и неопределенность в использовании латинских падежей[71].
- В ostraca в поселении Бу Ньем есть свидетельства значительного количества ошибок и отклонений от классической латыни, таких как пропуск конечного -m в многочисленных окончаниях после -a (часто неправильно написанных винительных падежей). Есть свидетельства е-орфографии для <æ>, которая не сопровождается доказательствами слияния <é> и <ǐ> или <ō> и <ŭ>, устранения различными стратегиями гласных в паузе[72], а также в меньшей степени изменения краткого латинского <û> на близкое <ọ>, а также сохранения орфографии -u в словах второго склонения[73].

Есть также свидетельства того, что система гласных африканской латыни была похожа на сардинскую. Свидетельство Аврелия Августина о том, что «рот» на латыни был для африканских ушей неотличим от «кости», указывает на слияние гласных и потерю первоначального аллофонического качественного различия в гласных.
Более того, в исследовании ошибок на подчёркнутых гласных в корпусе из 279 надписей учёные отметили, как африканские надписи путались между чрезмерно подчёркнутыми и недостаточно подчёркнутыми гласными между I-м и IV-м веками нашей эры, причём Италия достигла сопоставимого уровня ошибок только к концу IV—VI веков.

### Берберский словарь
Польский арабист Тадеуш Левицкий попытался реконструировать некоторые разделы этого языка на основе 85 лемм, в основном полученных из топонимов северо-западной Африки и антропонимов, найденных в средневековых источниках. Из-за исторического присутствия в регионе классической латыни, современных романских языков, а также влияния средиземноморской лингва-франка (которая имеет романскую лексику) трудно различить точное происхождение слов в берберских языках и в разновидностях магрибского арабского. Эти исследования также сложны и часто весьма гипотетичны. Из-за больших размеров североафриканской территории весьма вероятно, что существовала не одна, а несколько разновидностей африканского романского языка, подобно широкому разнообразию романских языков в Европе. Более того, другими романскими языками, на которых говорили в северо-западной Африке до европейской колонизации, были средиземноморский лингва-франка, пиджин с арабским и романским влияниями, и сефардский язык, диалект испанского языка, принесённый евреями-сефардами.
Учёные полагают, что существует большое количество берберских слов, существующих в различных диалектах, которые теоретически происходят от поздней латыни или африканского романса, таких как:
| Русский                         | Берберский              | Латынь               | Итальянский язык            |
| грех                            | abekkadu                | peccatum             | peccato                     |
| печь                            | afarnu                  | furnus               | forno                       |
| дуб                             | akarruš / akerruš       | cerrus, quercius (?) | quercio                     |
| олеандр                         | alili / ilili / talilit | lilium               | oleandro                    |
| мука                            | aren                    | farina               | farina                      |
| большой мешок                   | asaku                   | saccus               | grosso sacco                |
| шлем                            | atmun                   | temo                 | timone                      |
| август                          | awussu                  | augustus             | agosto                      |
| блитум                          | blitu                   | blitum               | pera mezza                  |
| молодой мальчик                 | bušil                   | pusillus             | fanciullo                   |
| большая деревянная чаша         | dusku                   | discus               | grossa scodella in legno    |
| населенный пункт в Триполитании | Fassaṭo                 | fossatum (?)         | località della Tripolitania |
| февраль                         | furar                   | forar                | febbraio                    |
| замок/деревня                   | ġasru                   | castrum              | castello / borgo/ villaggio |
| боб                             | ibaw                    | faba                 | fava                        |
| белокудренник                   | immerwi                 | marrubium            | marrubio                    |
| культивируемые поля             | iger / ižer             | ager                 | campo coltivato             |
| нут                             | ikiker                  | cicer                | cece                        |
| скальный дуб                    | iskir                   | aesculus             | rovere                      |
| кот                             | qaṭṭus                  | cattus               | gatto                       |
| населенный пункт в Марокко      | Rif                     | ripa (?)             | località del Marocco        |
| горло                           | tageržumt               | gorgia               | gola                        |

## Комментарии
1. ↑  Вероятно, четвёртый город по численности населения в имперский период, следующий за Римом, Александрией и Антиохией, в IV веке даже превзошёл Константинополь; также сопоставимыми по размерам были Эфес, Смирна и Пергам[5].
2. ↑  Большинство африканизмов, упомянутых Нониусом, перечисленных в Contini (1987), не выдерживают более современного анализа[22].
3. ↑  лат. "...canorus voce, sed Afrum quiddam usque ad senectutem sonans." [23]
4. ↑  араб. "وأهلها متبربرون وأكثرهم يتكلّم باللسان اللطيني الإفريقي"‎
wa-ahluhum mutabarbirūn wa-aktharuhum yatakallam bil-lisān al-laṭīnī al-ifrīqī [41]
5. ↑  фр. "les gens de Touzeur sont un reste des chrétiens qui étaient autrefois en Afrik’ïa, avant que les musulmans en fissent la conquête" [47]
6. ↑  лат. «ubi pagani integra pene latinitate loquuntur et, ubi uoces latinae franguntur, tum in sonum tractusque transeunt sardinensis sermonis, qui, ut ipse noui, etiam ex latino est» ("там, где сельские жители говорят на почти нетронутой латыни, а когда латинские слова искажаются, они переходят на звук и привычки сардинского языка, который, как я сам знаю, также происходит от латыни")[49]
7. ↑  лат. «Afrae aures de correptione vocalium vel productione non iudicant» ("африканские уши не выносят суждений по поводу укорочения гласных или их удлинения")[50]
8. ↑  нем. "Es wäre auch möglich, daß die Sarden die lat. Quantitäten von vornherein nicht recht unterschieden." ("Вероятно, сардинцы с самого начала никогда не отличали хорошо латинские величины.")[52]
9. ↑  араб. وأهل جزيرة سردانية في أصل روم أفارقة متبربرون متوحشون من أجناس الروم وهم أهل نجدة وهزم لا يفرقون السلاح‎
 (Wa ahl Ğazīrat Sardāniya fī aṣl Rūm Afāriqa mutabarbirūn mutawaḥḥišūn min ağnās ar-Rūm wa hum ahl nağida wa hazm lā yufariqūn as-silāḥ.) [59]
10. ↑  лат. "Birtus, boluntas, bita vel his similia, quæ Afri scribendo vitiant..." [70]
11. ↑  лат. "cur pietatis doctorem pigeat imperitis loquentem ossum potius quam os dicere, ne ista syllaba non ab eo, quod sunt ossa, sed ab eo, quod sunt ora, intellegatur, ubi Afrae aures de correptione uocalium uel productione non iudicant?" (Зачем учитель благочестия при разговоре с необразованными сожалеть о том, что мол ossum (косточки), а не os для того, чтобы предотвратить это односложно (т. е. ŏs кость) было истолковано как слово чьё множественное число ora (т. е. ōs рот), а не слово, множественное число ossa (т. е. ŏs), учитывая, что африканские уши показывают, нет решения в вопросе сокращения гласных или их удлинения?)[50][51]